# George A. Romero’s Resident Evil
Pour plus de détails, voir Fiche technique et Distribution.
George A. Romero's Resident Evil est un documentaire américain, qui explore le projet avorté d'une adaptation cinématographique de la franchise de jeux vidéo d'horreur Resident Evil par le réalisateur George A. Romero,. Le documentaire, réalisé et co-écrit par Brandon Salisbury, présente des témoignages de personnes impliquées dans le projet, ainsi que des documents inédits et des archives sur le scénario écrit par Romero en 1998 pour Sony Pictures. Ce scénario a été rejeté par Capcom, l'éditeur des jeux, qui a préféré confier l’adaptation à Paul W. S. Anderson et à Constantin Film. Le film d'Anderson est sorti en 2002.
Le documentaire George A. Romero's Resident Evil est tourné dans un manoir, qui fait référence au lieu emblématique du premier jeu Resident Evil, le manoir Spencer. Le narrateur du documentaire est Pablo Kuntz, qui a prêté sa voix au personnage d'Albert Wesker dans le jeu original.

## Synopsis
Un documentaire qui met en lumière la vision qu'avait le réalisateur George A. Romero d'une adaptation de Resident Evil, à l'aide d'interviews récemment filmées avec ceux qui étaient présents, et qui dévoile les secrets qui expliquent pourquoi le projet n'a jamais vu le jour.

## Fiche technique
- Titre : George A. Romero's Resident Evil
- Réalisation : Brandon Salisbury
- Musique : Duane Carlton Merritt
- Photographie : Tom Robenolt
- Sociétés de production : Key 13 Films, Point Five Films
- Pays de production :   États-Unis
- Langue originale :  anglais
- Genre : documentaire

## Distribution
- Charlie Kraslavsky : lui-même
- James Rolfe : lui-même
- Pat Jankiewicz : lui-même
- Eric Pirius : lui-même
- Michael Felsher : lui-même
- Norman England : lui-même
- Kenichi Iwao : lui-même
- Ward Sexton : Title Call
- Pablo Kuntz : Narrateur
- Jim Krut : lui-même
- George Demick : lui-même
- Michael McGee : lui-même
- J.J. Trulock : lui-même
- Christian Stavrakis : lui-même
- Kresimir Knezovic : lui-même
- Ben Rubin : lui-même
- Shawn Lebert : lui-même
- Matthew Blazi : lui-même
- John Wrightson : lui-même
- Andrew Saullo : lui-même
- Alex Aniel : lui-même